# Tion Wayne
Tion Wayne, pseudonimo di Dennis Junior Odunwo (Londra, 1º settembre 1993), è un rapper e disc jockey britannico di origine nigeriana.
Nella sua carriera ha ottenuto cinque top ten nella Official Singles Chart, raggiungendone la vetta con il singolo Body, inciso assieme a Russ Millions che ha ottenuto un forte successo a livello internazionale. Ha inoltre pubblicato 3 mixtape, di cui uno piazzatosi nella classifica britannica degli album.

## Biografia
È cresciuto nel quartiere di Edmonton. Dopo aver esordito nel 2010 pubblicando musica su YouTube, Tion Wayne pubblica i suoi primi mixtape Wayne's World e Wayne's World Part. 2 rispettivamente nel 2014 e nel 2016. In quest'ultimo anno apre dei concerti per il noto rapper statunitense Rick Ross. A partire dal 2017 pubblica svariati singoli, spesso in collaborazione con altri rapper della scena britannica: proprio nel 2016 ottiene le sue prime top ten in patria, rispettivamente con i brani Keisha & Becky con Russ Millions e con Options con NSG (quest'ultima come artista ospite): entrambi i brani vengono certificati platino dalla British Phonographic Industry.
Nel 2019 pubblica il suo terzo mixtape Wayne's World Part. 3, con cui entra per la prima volta nella Official Albums Chart, e ottiene un disco d'argento per il brano Bally di Swarmz, a cui partecipa come artista ospite. Nel 2020 ottiene altre due top ten nel Regno Unito con I Dunno, in collaborazione con Stormzy e Dutchavelli, che viene certificata disco d'argento, e collabora con Rudimental e Anne-Marie nel singolo Come Over. Nel 2021 ottiene per la prima volta successo internazionale con il singolo Body, realizzato in collaborazione con Russ Millions: il brano raggiunge la top ten di tredici classifiche nazionali e la vetta di quella britannica, australiana e neozelandese.

## Vita privata
Figlio di immigrati nigeriani, rispettivamente un'infermiera e un ingegnere, Odunwo ha sempre vissuto nel Regno Unito. Nel 2016 ha preso parte ad una maxi rissa in Liverpool, nella quale sono rimaste coinvolte 100 persone: Odunwo è stato condannato a 16 mesi di reclusione per aver pestato un uomo proprio in questa occasione.

## Discografia

### Album in studio
- 2021 – Green with Envy

### Mixtape
- 2014 – Wayne's World
- 2016 – Wayne's World Part. 2
- 2019 – Wayne's World Part. 3

### Singoli
- 2017 – Streetz Dem (con Brandz)
- 2017 – I'm On (feat. Kojo Funds)
- 2017 – Gone Bad (con Geko e One Acens)
- 2017 – Cmon (con Hardy Caprio)
- 2018 – Home
- 2018 – Sweet Thug (con One Acens)
- 2018 – On My Life
- 2019 – Keisha & Becky (con Russ Millions)
- 2019 – Married to the Pound
- 2019 – Drive by (feat. Swarmz)
- 2019 – 2 On 2 (con Jay1)
- 2020 – 4AM (con Manny Norté, 6lack e Rema feat. Love Renaissance)
- 2020 – I Dunno (con Dutchavelli e Stormzy)
- 2020 – Deluted (con Mist)
- 2021 – Body (con Russ Millions)
- 2021 – Wow
- 2021 – Wid It (con ArrDee)
- 2021 – Who's True (con JAE5 e Davido)
- 2022 – Knock Kock (con M24)
- 2022 – Night Away (Dance) (con A1 x J1)
- 2022 – Typa Way (con Ms Banks)
- 2022 – IFTK (con La Roux)
- 2022 – Je m'appelle (con Benzz e French Montana)
- 2022 – Kim n Kanye (con L7nnon)
- 2022 – Soldier (con le Highlyy)
- 2022 – Who Else (con Unknown T)
- 2022 – Let's Go (feat. Aitch)
- 2022 – Badman (con Jordan, Morrisson e Turner)
- 2023 – Healing
- 2023 – Amen (con Nines)
- 2023 – Can't Dun (feat. M24)
- 2023 – Savage (con Mero)
- 2024 – Lowkey (LDN Drift) (con Hedex feat. Takura)

### Collaborazioni
- 2021 – Bounce (S1mba feat. Tion Wayne & Stay Flee Get Lizzy)
- 2021 – Bad Habits (Fumez the Engineer Remix) (Ed Sheeran feat. Tion Wayne & Central Cee)

## Riconoscimenti
- BRIT Awards
  - 2022 – Candidatura alla canzone dell'anno per Body[11]

- Global Awards
  - 2022 – Candidatura al miglior artista hip hop o R&B[12]

- MOBO Awards
  - 2021 – Canzone dell'anno per Body (Remix)[13]
  - 2021 – Candidatura al miglior artista drill[14]